# トルティーヤ
トルティーヤ（スペイン語: tortilla、IPA 英語:[tɔːrˈtiːə]、スペイン語: [toɾˈtiʎa]）は、すり潰したトウモロコシの粉や小麦粉から作るメキシコ、アメリカ合衆国の伝統的な薄焼きパンである。メキシコでは主食として食されている。日本語のカタカナ表記としてはトルティージャもある。本記事では以降、「トルティーヤ」と表記する。

## 概要
スペイン人が入植する以前、アステカでも食べられていたが、スペイン人が見たときにスペインの伝統的な卵料理のトルティージャに外見が似ていたことから、同じ呼称で呼ばれるようになった。なお、スペイン語のllの発音は国・地域により「ヤ」から「ジャ」と異なる（ジェイスモを参照）。
単に「トルティーヤ」と呼ぶ場合はトウモロコシの粉から作ったものを指すが、区別する場合には、トウロモコシの粉から作ったトルティーヤをコーントルティーヤ、小麦粉から作ったトルティーヤをフラワートルティーヤと呼ぶ。比べると、フラワートルティーヤのほうがやや大きいサイズであることが多い、フラワートルティーヤのほうが柔らかいといった違いがある。
タコスのように食材をトルティーヤで包んで食べる料理もあるほか、冷めたトルティーヤを食べるための料理も多数ある。

## 歴史

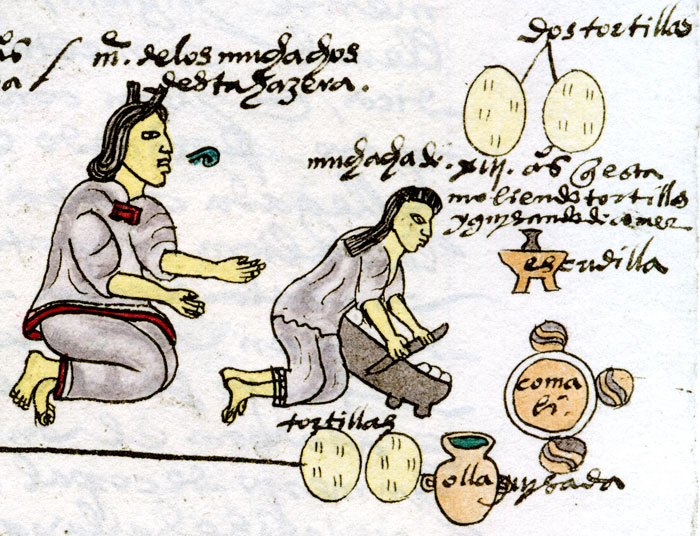
16世紀のメンドーサ文書より、母が娘にトルティーヤの作り方を教える様子

メソアメリカの先住民たちは、この文化圏で栽培化された原産のトウモロコシにニシュタマリゼーションと呼ばれるアルカリ処理を行い、メタテ（スペイン語: metate）などという石皿とマノ（スペイン語: mano）というすり棒（写真右を参照）ですり潰した生地を薄く延ばしてテラコッタ製のコマルで焼いたものを、スペイン人に征服される以前から主食としていた。アステカでは、この薄焼きパンを、トラシュカリ（ナワ語群: tlaxcalli）などと呼んだ。
16世紀に宣教のためアメリカ大陸に渡ったベルナルディーノ・デ・サアグンが、著書の『ヌエバ・エスパーニャ綜覧』 (Historia general de las cosas de Nueva España) 内で、当時のアステカ人の食生活を詳しく供述しており、大きさ、厚さ、食感、色などの違いからそれぞれ別名で呼ばれていた多種多様な「トルティーヤ」が存在していたことが窺える。
中南米では、キューバなどの独立が遅れた地域を除き、トルティーヤといえばメキシコと同じものを指す事が多いが、パナマのトルティーヤは厚焼きでぼってりしており、むしろコロンビアやベネズエラのアレパに似ている。中南米ではスペインのトルティージャはスペイン風トルティージャ（スペイン語: tortilla española）や、トルタ（スペイン語: torta）という。なお、トルタは厚焼きのもの全般を指す事があり、ケーキなどもトルタと呼ぶことがある。なお、メキシコでは、ややフランスパンに似ていなくもないずんぐりしたパンを横半分に切って肉、アボカドの薄切り、フリホレスのペーストなどをはさんだサンドイッチをトルタと呼んでいる。

## 製法

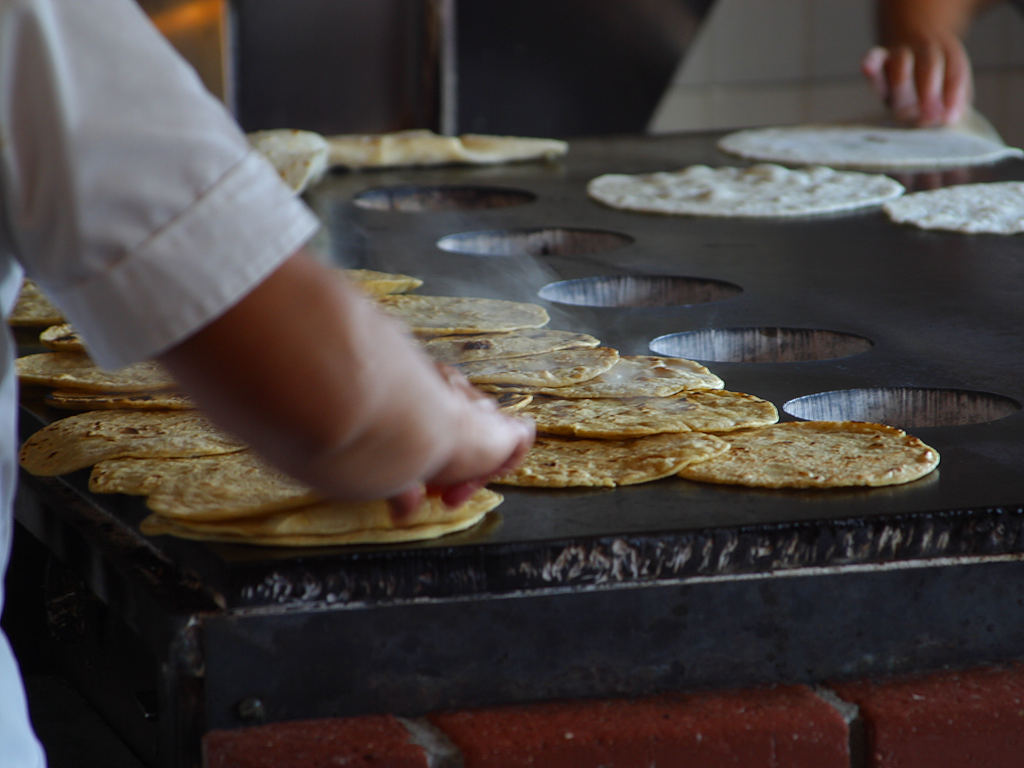
トルティーヤを焼く サンディエゴ

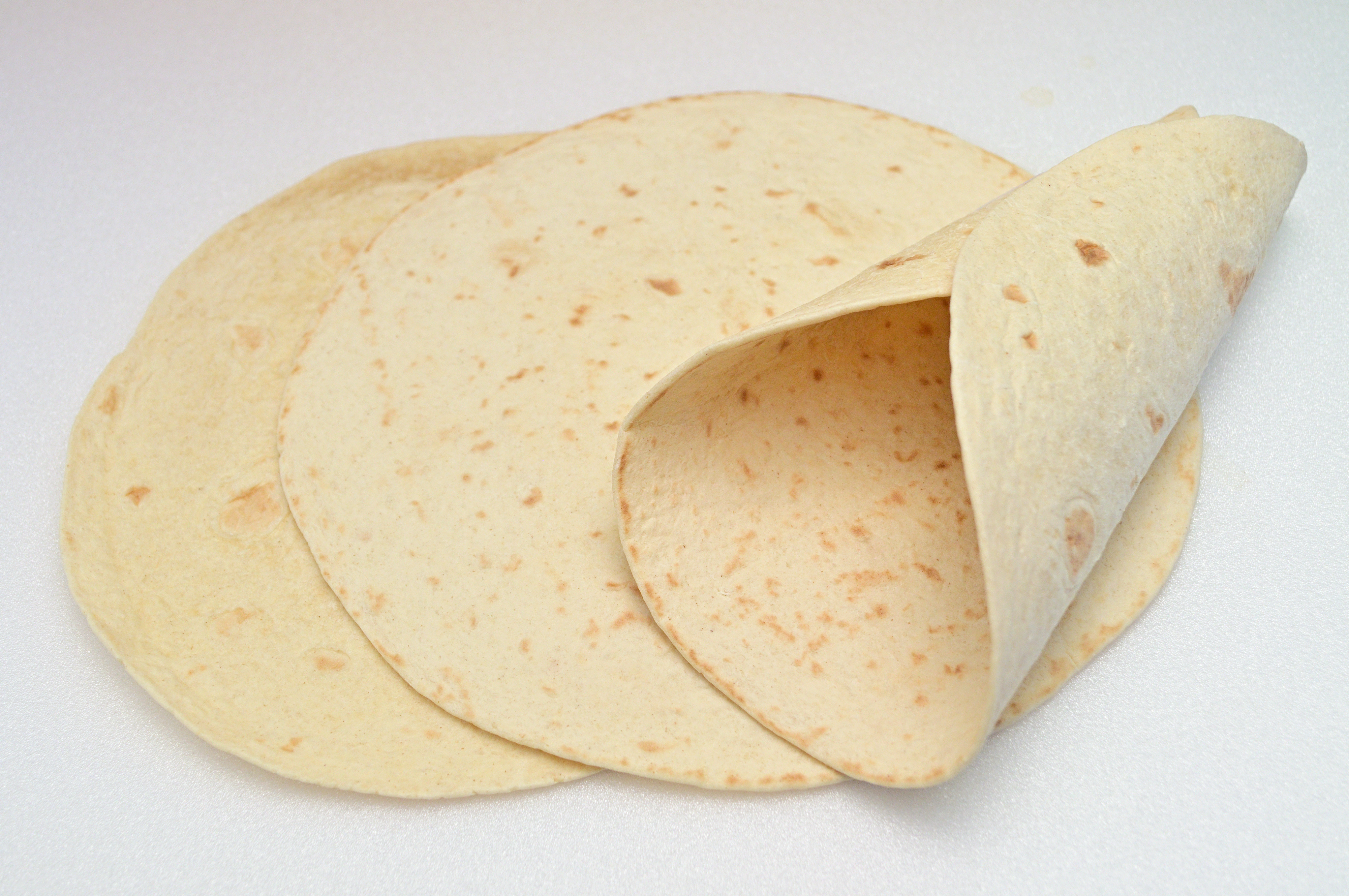
小麦粉のトルティーヤ

本来はトウモロコシの粒をアルカリ水溶液処理（ニシュタマリゼーション）したものをすり潰して生地（マサ）を作る。アルカリ水には消石灰の水溶液が使用されることが多いが、地域によっては木灰の水溶液上澄みが使用されることもある。これによって果皮を穀粒から取り除き、小麦などよりはるかに硬質で粉にしがたいトウモロコシの粒が柔らかくなるだけでなく、含有タンパク質の利用度の向上と、薄く延ばして焼くのに適した粘り気のある質感が得られる。
アルカリ処理は、トウモロコシに含まれている必須アミノ酸・ナイアシンの吸収を容易にするための伝統的な措置で、7000年の歴史を持つこの摂取方法を知らずにトウモロコシを母国に持ち帰ったスペイン人等は、ペラグラに罹患した。これは、トウモロコシのみを食事とした場合に発生する現象であって、副食経由で、ナイアシンを補う場合には起こり得なかった。
タンパク質の利用度の向上は必須アミノ酸のリシン、トリプトファンとナイアシンの吸収性が上がることにより、トウモロコシを主食とする先住民族はペラグラの予防につながっていた。質感の変化はカルシウムイオンがデンプン分子に吸着することによるとされる。質感に関する同様の効果はカルシウムイオンと同様に2価のマグネシウムイオンでも確認されているが、1価のナトリウムイオンやカリウムイオンでは生じない。
本場のメキシコなどの中米以外では、単純にトウモロコシ穀粒を機械粉砕して得られた粉を水でこねて薄く伸ばし、鉄板やフライパンで焼いて作ることが多い。しかし、これでは生地としての粘り気のある質感が得られないので、グルテンによってこの質感を得ることができる小麦粉を混入して、生地を作る。日本でもトルティーヤ用の粉として市販されているものは、たいてい、こうした機械粉砕のトウモロコシ粉（アリナ・デ・マイス、harina de maíz）と、小麦粉（アリナ・デ・トリゴ、harina de trigo）を配合したものである。
また、スペイン人による征服に伴ってメキシコにも小麦栽培と小麦食の文化が伝来・定着したため、小麦粉で作ったトルティーヤ（トルティーヤ・デ・アリナ・デ・トリゴ、tortilla de harina de trigo）も誕生した。小麦粉のトルティーヤは、メキシコ北部やアメリカ合衆国で特に人気がある。
メキシコにおける消石灰を使用したアルカリ水溶液処理によるトルティーヤの生地の作り方と焼き方を以下に記す。
1. 重量パーセント濃度1.3%の消石灰水を用意する。
2. 乾燥トウモロコシ粒と前記の消石灰水を3:1の比率で合わせ、加熱して13分間沸騰させる。
3. 室温で8～12時間放置してから水洗してすすぎ、水のpHが8.5以下になるまでアルカリ分を除去する。
こうして得られたアルカリ水溶液処理トウモロコシをナワトル語でニシュタマル (nixtamal) という。
4. すりつぶして直径約10cm、厚さ0.3cmくらいにまとめ、185℃のホットプレート上で蒸気で膨らむまで繰り返し両面を焼く。

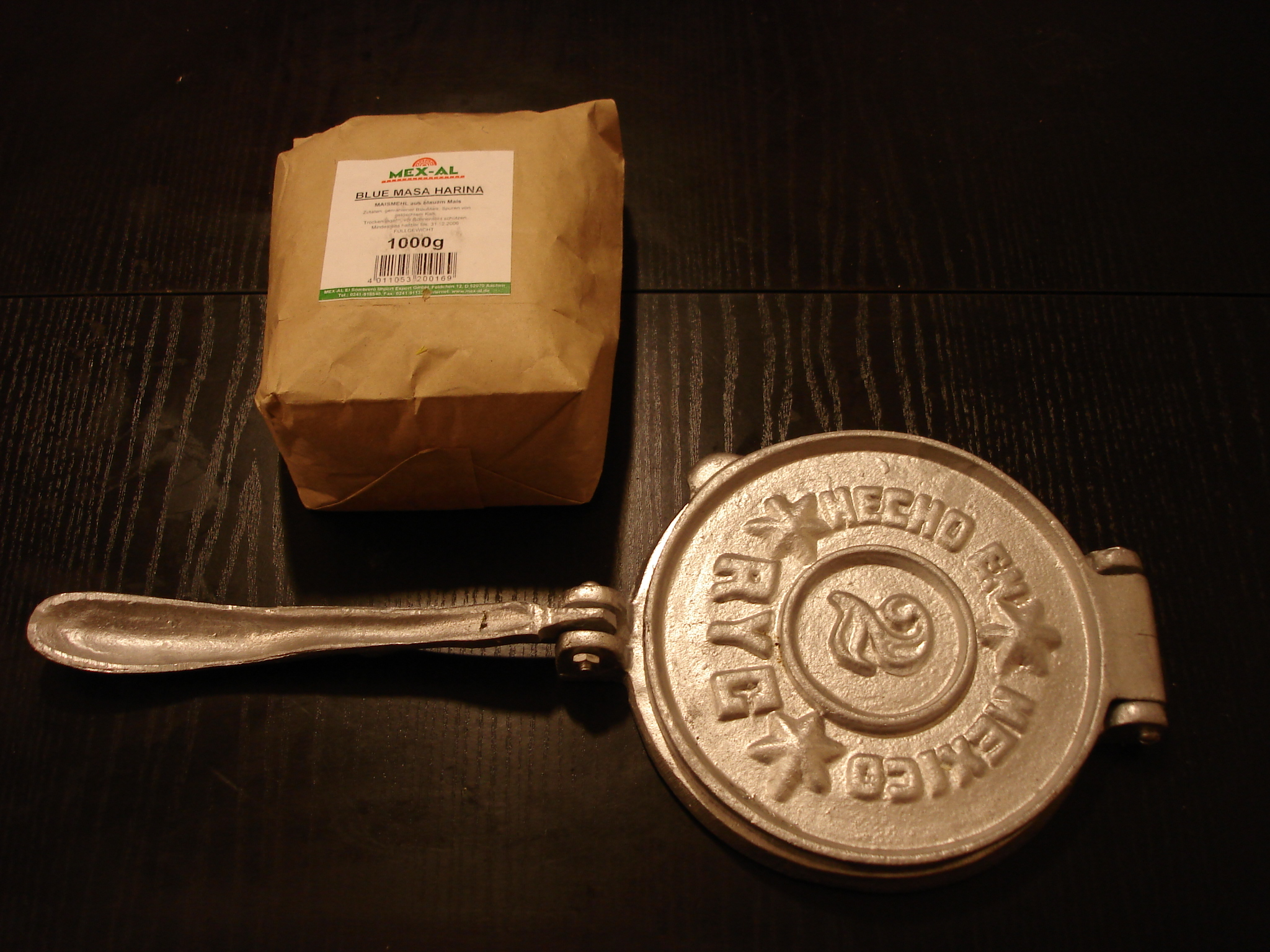
乾燥マサとトルティェロ。

かつては上の写真のように手でマサを延ばしてトルティーヤを成形していたが、現在では丸めたマサを2枚の金属板の間にはさんで押しつぶし、平たく延ばすトルティェロ (tortillero) という器具が普及している（写真右）。
焼き上がったトルティーヤは温かいうちに食べるのがおいしいため、食べる都度コマル (comal) などで焼くのが普通である。冷めるのと乾くのを防ぐため、焼き上がったものを布巾にくるんで皿や籠に入れ食卓に出すことが多い。
生地の準備に手間と時間が掛かることもあり、メキシコの都市部では、自分の家でトルティーヤの生地を作らずに店で買ってきたものをコマルなどで焼いて食べることが多い。メキシコシティを中心としてグルーポ・ビンボのトルティーヤがトップシェアを誇っている。アルカリ水溶液処理したトウモロコシを乾燥させて粉にした乾燥マサも市販されており、水を加えてこねるだけでトルティーヤの生地ができる。
トウモロコシと小麦粉のトルティーヤの世界的需要は年々増加しており、世界のトルティーヤ製品の製造・流通でトップシェアを誇るメキシコの製粉会社グルマ (Gruma) は2006年に中国の上海にトルティーヤ製造工場を新設した。

## 食べ方

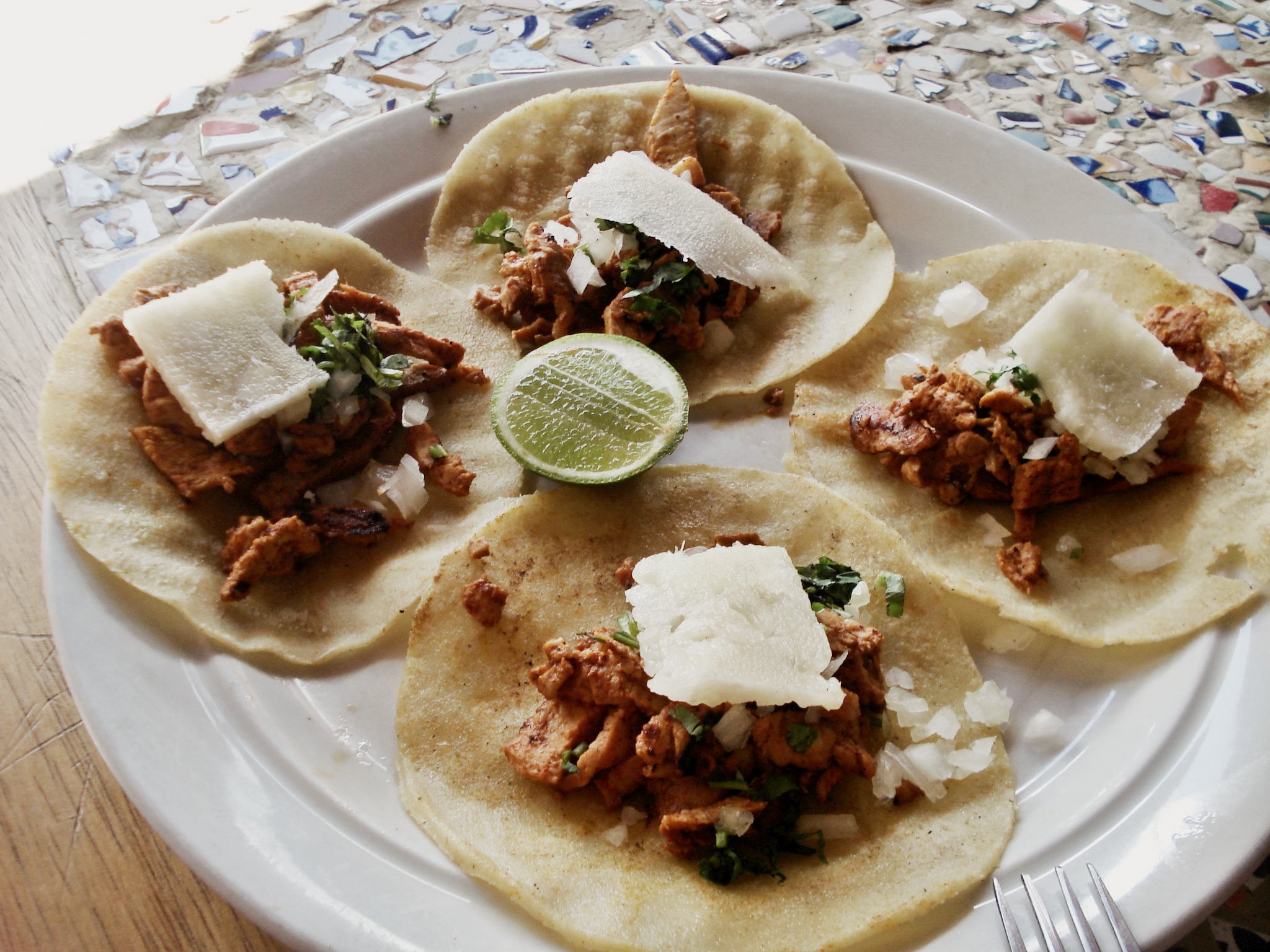
タコス

最も伝統的、かつ基本的な食べ方は、インゲンマメを煮たフリホレス・デ・オヤや、フリホレス・デ・オヤを油で炒めながらつぶしたフリホレス・レフリトスをつけて食べる。
様々な具をのせたものはタコ（複数形タコス）、小麦粉のトルティーヤで具を巻いたものはブリート（ブリトー）という。具の種類は非常に多彩で、豚肉、鶏肉、牛肉、チョリソ、挽肉を炒めたタコミート、フリホレス、チリ・コン・カルネ、メキシカンライス、チーズ、アボカドで作った「ワカモレ」、サワークリーム、トマトやレタスなどの生野菜などがある。
焼いてから時間がたって乾いてしまったトルティーヤを無駄にせずに美味しく食べるために、メキシコでは様々なトルティーヤ料理が工夫されてきた。トルティーヤを揚げ、野菜や肉を載せたものはトスターダ（スペイン語での原義は「トーストした」）という。小さく切って揚げたトルティーヤはメキシコではトトポス (totopos)、アメリカ合衆国ではトルティーヤ・チップス (tortilla chips) といい、トトポスをサルサで煮込むとチラキレスとなる。また、細く切って揚げたトルティーヤは、クルトンのようにスープの浮き実とされる。その他、フィリング（具材）を詰め、唐辛子のソースをかけたエンチラーダ (Enchilada)や、ブディン・アステカ（Budín azteca、トルティーヤを使ったキャセロール風の料理）等、多くのトルティーヤ料理が存在する。
テクス・メクス料理では、トルティーヤ・チップスに溶けたチーズをかけ、チリ、フリホレス・レフリトス、ワカモレ、サルサなどをのせるとナチョスとなる。トルティーヤをちぎって溶き卵と刻んだ玉葱、トマト、トウガラシ、チーズと炒め、スクランブルエッグにしたものは、ミガスと呼ばれる。